# 公訴時効
公訴時効（こうそじこう）とは、刑事手続上の概念で、犯罪が終わった時から一定期間を過ぎると公訴が提起できなくなる制度である。

## 概説
公訴時効制度はローマ法に起源をもつ制度で、犯罪後、法律の定める一定期間が経過すると被疑者を起訴することができなくなる制度である。
フランスやドイツなどの大陸法の国々で整備されてきた制度で、もともと公訴時効のなかった英米法の国々にもその例が見られるようになった。
公訴時効制度の存在理由については、伝統的には時間経過による社会的な処罰感情の希薄化（実体法的理由）、時間経過による証拠の散逸（訴訟法的理由）が理由とされてきた。公訴時効制度には様々な機能が論じられているが、処罰すべき犯人が罪を免れる場合が生じうるという副作用も有している。

## 大陸法系諸国

### フランス
フランスではローマ法にならって、古法にはすでに公訴時効が存在した。
フランス革命後、1791年フランス刑法典に公訴時効制度は導入された。
フランスでは集団殺害など人道に対する犯罪（刑法213-215条）については公訴時効がない。その他の重罪（無期自由刑、長期10年以上、短期1年以上の自由]を定める罪）は10年、軽罪（長期10年以下の自由刑または罰金を定める罪）は3年、罰金以下の刑を定める罪は1年の公訴時効となっている。

### ドイツ
ドイツでは民族謀殺（ジェノサイド）、殺人嗜好など特定類型の殺人については公訴時効にかからない。
無期自由刑に当たる罪は30年、長期10年を超える自由刑に当たる罪は20年、長期5年を超える自由刑に当たる罪は10年の公訴時効となっている。また、長期1年を超える自由刑に当たる罪は5年、その他の罪は3年の公訴時効となっている。

### ナチス犯罪の公訴時効
ナチスによるホロコーストなどについては、フランスなどで公訴時効を無期限停止した（たとえば「人道に対する罪に対する時効不適用を確認する法」など）。
2001年にはイタリアが、第二次世界大戦中に同国北部で大量虐殺事件に関わったとされる元ナチス親衛隊将校フリードリヒ・エンゲルの犯人引渡しを求めた。ドイツは引渡しを拒否する一方で翌2002年に同国のハンブルクで裁判を開始した。犯罪終了（終戦）から57年を経て公訴提起された例である。
ナチス時代の行為でドイツにおいて公訴時効が停止されているのは「謀殺罪（計画的殺人）」であるが、これはあくまでも謀殺罪一般の公訴時効が停止されているのであり、法律上はナチスと関係はない。また、謀殺罪以外のナチス時代の犯罪は全て時効が完成している（そもそもドイツの刑法上「ナチス犯罪」に関する法的定義は存在しない。このため「ナチス犯罪の時効を停止する」事は法律上不可能である）。しかし、ドイツにおける謀殺の時効は1871年以来、帝国刑法典が20年と定めていた。だが第二次大戦後、ナチスの虐殺が政権崩壊から20年を経た65年に時効になることが問題になり、連邦議会は起算点を西ドイツ成立の49年に変更した。その後、諸外国の圧力から時効を30年に延長し、その期限となる79年に謀殺の時効を廃止した。この背景によりしばしば「ナチス犯罪に時効は存在しない」という論調がなされることがある。

## 英米法系諸国

### イギリス
イギリスには公訴時効という制度は存在しない。なお、公訴時効制度とは異なるが略式起訴犯罪については犯罪後公訴提起まで6か月の期間制限がある。

### アメリカ合衆国

#### 連邦法
米国では、連邦法により死刑に当たる罪は公訴時効がない。しかし、それ以外の罪については、テロ犯罪、未成年者への犯罪などの例外を除き、一律 5年で連邦法上の公訴時効を迎える。
連邦法では性犯罪に限り、事件現場に残されている犯人のDNAに人格権を与えて起訴するDNA起訴ジョン・ドウ起訴が導入されており、「人格があるとみなされたDNA」が起訴された場合は時効が停止する。

#### 州法
州法レベルでは、対象犯罪などが異なる場合がある。
ニューヨーク州の場合、重罪のうち死刑や無期自由刑が定められている犯罪には公訴時効期間はない。その他の重罪（長期1年以上の自由刑が定められている犯罪）は5年、軽罪（長期15日以上1年未満の自由刑が定められている犯罪）は2年、それ以外の罪は1年の公訴時効となっている。

## 日本法の公訴時効
日本では公訴時効は刑事訴訟法250条に定められている。
公訴時効の起算点は、基本的に犯罪行為が終わった時（結果犯についてはその結果が生じた時）である（後述「公訴時効の起算点」参照）。
刑法第31条から第34条の2までに規定する「刑の時効」は、「刑の言渡しを受けた者」が、当該条文にある期間の経過により、その執行が免除される規定であり、公訴時効とは制度的に異なる。また親告罪の告訴期間（告訴権者ごとに犯人を知った日から6ヶ月以内）とも制度的に異なる。
なお、刑事上の公訴時効と民事上の消滅時効は異なるため、公訴時効が完成した犯罪行為（業務上過失致死など）について、民事上の不法行為による賠償責任を追及することが可能な場合もある。

### 時効の性質
フランス法にならった治罪法（明治13年=1880年公布）の「期満免除」の制度が起源で、1924年（大正13年）に公布された旧刑事訴訟法には「時効中断」（旧刑事訴訟法第285条1項）の制度が基本であったが、第二次世界大戦後、GHQの勧告により「時効停止」の制度に変り、現在の刑事訴訟法は「時効停止」制度を採用している。
しかし、税法における通告処分については公訴時効の中断の効力を有するとしており（国税犯則取締法第15条、関税法第138条第3項、地方税法第74条の30等による国税犯則取締法の準用）、判例（昭和39年11月25日最高裁判所大法廷判決）では、時効制度は立法政策の問題であり、刑事訴訟法が、一般的には時効中断の制度をとらなかったからといって、国税犯則取締法第15条の公訴時効中断の効力を否定するものではないとしている。
「時効中断」とは公訴提起によってそれまで進行していた時効期間が元に戻ることであり、「時効停止」とは、公訴提起等の一定の事由により公訴時効の進行を停止させ、停止事由が消滅した後、再び残りの時間が進行することを指す。現行刑事訴訟法は、一般的には時効停止の制度のみを認める。例えば、殺人未遂罪（最高刑は死刑で公訴時効までの期間は25年）の事件から20年経過後に起訴され、その後、公訴棄却や、管轄違いの判決などを受けて、そのまま再び起訴されずに5年が経過すれば、公訴時効は完成する。時効が完成すれば、たとえ公訴提起されても、免訴判決（刑事訴訟法第337条4号）がなされることになる。

### 公訴時効制度に関する諸学説
日本では公訴時効制度が設けられている理由について次のような見解がある。
実体法説
時の経過とともに「犯人が憎い」「厳罰に処すべし」といった社会の復讐感情が減少し、また刑罰により一般人に対して犯罪を思い止まらせる必要性や、犯人に対する再教育の必要性が減少（可罰性が低下する）することで国家の刑罰権が消滅する点に本質があるとする説である。
この説に対しては、刑罰権が消滅しているのであれば無罪判決を言い渡すべきであるところ、法が免訴判決を言い渡すべきと規定すること（刑事訴訟法337条4号）との整合性がないという批判がある。
この批判に対して、他に免訴となる事由として、犯罪後の法令により刑が廃止されたとき（刑事訴訟法337条2号）及び大赦があったとき（刑事訴訟法337条3号）という明らかに刑罰権が消滅した場合が含まれることから、刑罰権の消滅と免訴判決は矛盾しないという反論がある。また無罪判決とは「公訴も刑事裁判も合法であるが、有罪の立証がなされなかったこと」を意味するのに対し、免訴判決とは「公訴自体、刑事裁判自体が違法であったこと」を意味する。国家が刑罰権を失えば、検察官は公訴権を失い、裁判所は刑事裁判権を失い、有罪無罪の実体判決を行う権利も失う。「刑罰権が消滅しているのであれば、無罪判決を言い渡すべきだ」という批判は、深刻な矛盾を抱えていると言える。
このような「無罪か免訴か」といった些細な技術的批判より、「時間の経過とともに刑罰の必要性が減る」という前提に対し、強い批判がある。
訴訟法説
時の経過とともに証拠物（凶器、写真などの物的証拠）が散逸し、または経年劣化による腐敗で長期間の保存と事実認定が困難になり、適正な審理ができなくなることを防止するため公訴権が消滅する点に本質があるとする説である。
この説に対しては、証拠が十分に存在する場合にも一律に公訴権が消滅することの説明がつかないという批判(i)がある。DNA型鑑定などの科学技術が飛躍的に向上したことにより、証拠の長期保全が可能になったことが批判の背景にある。また、刑事訴訟法250条が法定刑の重さにより時効期間に差を設けていることを説明しきれていないという批判(ii)がある。
しかし、批判(i)に対しては、長期に保存可能な証拠が存在しても、この証拠と犯罪事実との関係性や故意の認定については、結局、他の証拠に頼らざるを得ず、時の経過による事実認定の困難性は解決できるものではなく、また、科学技術が向上したとしても被告人に有利な証拠（アリバイなど）や無罪証拠は散逸を免れず、誤判の恐れに変わりはないという反論がある。
競合説
「実体法説」と「訴訟法説」の両方の理由があるとする説である。
両説に対する批判はこの説についても向けられるという批判がある。
しかし、競合説は実体法説に対する批判には訴訟法説で答え、訴訟法説に対する批判には実体法説で答えることに特徴があり、そのような批判は当たらないという反論がある。
新訴訟法説
犯人と疑われている者が一定期間訴追されない場合、その状態を尊重し、疑われた人の地位の安定を図るため公訴権が消滅すると説明する。殺人事件があった場合に家族や恋人が犯人視されることや、現金がなくなった場合に経理担当者が横領犯視されることがあるが、このような法的に不安定な状態を永遠に続けないために、公訴時効があるということになる。
この説に対しては、公訴時効の本質論の説明を放棄していて、他の説と異質で次元を異にするものといわざるを得ないという批判がある。
しかし、実体法説が「時の経過により刑罰の必要性が減じる」と論じるのに対し、新訴訟法説は「時の経過により訴追の必要性が減じる」と論じ、「実体法説のいう刑罰を、ここでは訴追というものに置き換えたもので、一般の時効制度と共通の思想によって」パラレルに立論を行うのが新訴訟法説であるのだから、実体法説と新訴訟法説は、鏡写しのように似通った論考の過程を辿るのであって、異質とか、次元を異にするといった批判の根拠は明らかではない。
なお、『犯人と疑われている者』を『犯人』に置き換えた「『犯人』が一定期間訴追されない場合、『犯人』の地位の安定を図るために公訴時効があるとする説」は新訴訟法説ではなく、実体法説である。
その他の学説
アリバイなどの「無実の証拠」は時の経過とともに急速になくなるので、無実の者を誤って有罪にすることを防止するため、時間の制限があるとする説がある。訴訟法説との違いは、訴訟法説では「有罪証拠の散逸」あるいは「有罪証拠と無罪証拠の散逸」を理由するのに対し、この説では、もっぱら「無罪証拠の散逸」を理由として「被告人の防御権の保障」を時効の存在意義としている。
なお、上記の新訴訟法説とこの説を合わせて、実体法説でも訴訟法説でも競合説でもないという意味で、大括りに「新訴訟法説」と言う場合もある。

### 公訴時効の期間

#### 現行法の公訴時効期間
2010年（平成22年）4月27日に公布・施行された改正刑事訴訟法により、「人を死亡させた罪であって（法定刑の最高が）死刑に当たる罪」については条文が削除され公訴時効が廃止されたため、時効が成立することはない。その他の罪の公訴時効期間については、いずれも刑事訴訟法（昭和23年法律第131号）第250条に定められている。まず、「人を死亡させた罪であって拘禁刑以上の刑に当たるもの（死刑に当たるものを除く）」（同条1項）と「“人を死亡させた罪であって拘禁刑以上の刑に当たるもの”以外の罪」（同条2項）に分け、その上で、法定刑の重さにより時効期間の長さが定められる。
刑事訴訟法第251条は、時効期間の標準となる刑について、複数の主刑から一を選択し、または複数の主刑を併科すべき罪については、重い刑によることを定める。例として、盗品等有償譲受け罪（刑法256条2項）は拘禁刑と罰金刑の必要的併科であるが拘禁刑によること、法人税法159条1項違反は拘禁刑、罰金刑およびと拘禁刑との併科の中から刑を選択するが拘禁刑によることを定める。よって、盗品等有償譲受け罪の公訴時効は7年、法人税法159条1項違反は5年である。なお、刑の軽重は刑法第10条によって定まる。
刑事訴訟法第252条は、刑の加重・減軽が行われる場合、時効期間を定める基準は、処断刑（法定刑に法律上・裁判上の加重減軽を加えたもの）ではなく、法定刑によることを定める。
| 条項     | 罪の種類                                                                     | 罪の種類                               | 時効期間     | 具体的な罪の例 |
| -------- | ---------------------------------------------------------------------------- | -------------------------------------- | ------------ | --- |
| －       | 人を死亡させた罪であって死刑に当たる罪                                       | 人を死亡させた罪であって死刑に当たる罪 | 公訴時効なし | 殺人、強盗致死、強盗・強制性交等致死、（往来危険）汽車転覆等致死、水道毒物等混入致死、航空機強取等致死など。 |
| 250条1項 | 人を死亡させた罪であって拘禁刑以上の刑に当たるもの（死刑に当たるものを除く） | 無期の拘禁刑に当たる罪                 | 30年         | 強制わいせつ致死、強制性交等致死など。 |
| 250条1項 | 人を死亡させた罪であって拘禁刑以上の刑に当たるもの（死刑に当たるものを除く） | 長期20年の拘禁刑に当たる罪             | 20年         | 傷害致死、結果的加重犯のうち傷害の罪と比較して重い刑となる致死罪、危険運転致死など。 |
| 250条1項 | 人を死亡させた罪であって拘禁刑以上の刑に当たるもの（死刑に当たるものを除く） | 上に掲げる罪以外の罪                   | 10年         | 業務上過失・重過失・過失運転致死など。 |
| 250条2項 | 「人を死亡させた罪であって拘禁刑以上の刑に当たるもの」以外の罪               | 死刑に当たる罪                         | 25年         | 殺人未遂、外患誘致・外患援助、内乱（首謀）、現住建造物等放火・浸害、爆発物取締罰則違反（公共危険）など。 |
| 250条2項 | 「人を死亡させた罪であって拘禁刑以上の刑に当たるもの」以外の罪               | 無期の拘禁刑に当たる罪                 | 15年         | 内乱（謀議・指揮）、汽車転覆等、通貨偽造等、詔書偽造等、身の代金目的略取等、強盗致傷、強制性交等致傷、強盗・強制性交等、航空機強取等など。 |
| 250条2項 | 「人を死亡させた罪であって拘禁刑以上の刑に当たるもの」以外の罪               | 長期15年以上の拘禁刑に当たる罪         | 10年         | 外国通貨偽造等、強盗、傷害、往来危険、結果的加重犯のうち傷害の罪と比較して重い刑となる致傷罪、強制性交等、所在国外移送等、危険運転致傷など。 |
| 250条2項 | 「人を死亡させた罪であって拘禁刑以上の刑に当たるもの」以外の罪               | 長期15年未満の拘禁刑に当たる罪         | 7年          | 内乱（従事）、内乱・外患予備陰謀、騒乱（首謀）、強制わいせつ、有印公文書偽造、有価証券偽造等、偽証、窃盗、不動産侵奪、営利目的略取等、詐欺、恐喝、業務上横領、発覚免脱、ひき逃げなど。                                                               |
| 250条2項 | 「人を死亡させた罪であって拘禁刑以上の刑に当たるもの」以外の罪               | 長期10年未満の拘禁刑に当たる罪         | 5年          | 内乱等幇助、私戦予備陰謀、騒乱（指揮・率先）、あへん煙輸入、水道汚染、特別公務員暴行陵虐、公正証書原本不実記載等、有印公文書偽造等、受託収賄、未成年者略取等、横領、業務上過失・重過失・過失運転致傷など。                                           |
| 250条2項 | 「人を死亡させた罪であって拘禁刑以上の刑に当たるもの」以外の罪               | 長期5年未満の拘禁刑又は罰金に当たる罪  | 3年          | 内乱・騒乱（付和随行）、多衆不解散、偽造通貨等収得・知情行使、公然わいせつ、わいせつ物頒布等、殺人予備、強盗予備、放火予備、公務執行妨害、名誉毀損、暴行、住居侵入、過失傷害、過失致死、遺失物等横領、脅迫、強要、信用毀損・業務妨害、器物損壊など。 |
| 250条2項 | 「人を死亡させた罪であって拘禁刑以上の刑に当たるもの」以外の罪               | 拘留又は科料に当たる罪                 | 1年          | 軽犯罪法違反など。 |

- 2010年（平成22年）4月27日に公布・施行された新法（刑法及び刑事訴訟法の一部を改正する法律（平成22年法律第26号））には、経過措置が定められている（同法附則3条）。この経過措置によれば、改正後の刑事訴訟法250条の規定は「この法律の施行の際既にその公訴の時効が完成している罪については、適用しない。」とし（附則3条1項）、改正後の刑事訴訟法250条1項の規定は「刑法等の一部を改正する法律（平成16年法律第156号）附則第3条第2項の規定にかかわらず、同法の施行前に犯した人を死亡させた罪であって禁錮以上の刑に当たるもので、この法律の施行の際その公訴の時効が完成していないものについても、適用する。」とされ（附則3条2項）、人を死亡させた罪であって禁錮以上の刑に当たるもので2010年（平成22年）4月27日までに公訴時効が完成していない罪については、すべて新法が適用されることとなる。公訴時効の延長や廃止する規定について、法の不遡及（憲法第39条）に違反するという指摘もあったが、上野市ビジネスホテル従業員強盗殺人事件に関する2015年12月3日の最高裁判決では「時効撤廃は憲法で禁止された違法性の評価や責任の重さをさかのぼって変更するものではなく、被疑者や被告人になる可能性のある人物のすでに生じていた法律上の地位を著しく不安定にする改正ではない」として合法とする判決を出している[19]。

#### 冤罪と時効について
殺人罪などに時効が存在した当時、無罪や再審無罪が確定した時には既に公訴時効が成立していることが多く、その後再捜査は行われなかったり、真犯人が判明したとしても、罪に問えない場合もあった。しかし、2010年4月27日に公布・施行された改正刑事訴訟法により、この時点で時効が成立していない1995年4月27日以降に発生した殺人事件の時効が撤廃された。これにより、1997年発生の東電OL殺人事件も時効撤廃の対象となり、殺人罪での時効撤廃を受けて、再審無罪になった事件で再捜査が行われる初めてのケースとなった。

#### 100歳送致
新法の施行により公訴時効が廃止された事件において、公訴時効期間に代わる新たな概念として採られたのが「100歳送致」である。これは被疑者が100歳以上の高齢者の場合、すでに死亡している可能性が高いとして書類送検し捜査を終了するものであり、事実上の公訴時効と言える。この場合、被疑者の年齢が判明している事件については、その被疑者が100歳に達するまでの年数が事実上の公訴時効期間となる。また、被疑者が特定されていない事件については、事件当時の被疑者の年齢を20歳とみなすことから、事実上の公訴時効期間は80年となる。なお、公訴時効が成立しているわけではないため、その後に被疑者の生存が確認された場合、刑事訴訟法上は公訴することは可能であるが、調書等の証拠の取り扱いに課題が残るとされる。
この制度が初めて適用されたのは、1995年に発生した下関男性バラバラ殺人事件で、事件当時74歳の男性が指名手配されたが、それから26年が経過した2021年9月に（生きていれば）被疑者が100歳になってもなお逮捕できなかったことで死亡している可能性が高いとして書類送検・捜査終了となった。

#### かつての公訴時効期間
殺人罪の公訴時効期間は、2004年（平成16年）12月の刑事訴訟法改正により15年から25年に延長された（2005年（平成17年）1月1日施行）。なお、この時点における改正では時効期間の遡及適用については規定されておらず、改正法施行前に発生した事件に対する公訴時効については改正法附則3条2項により「従前の例による」と規定されていた。そのため、1990年12月に発生した札幌信金OL殺人事件は、延長の対象にならず、犯人を指名手配していながら2005年に公訴時効が成立、逮捕に至らなかった。遺族は民事訴訟で損害賠償請求を提起、請求が認容されているが、犯人が出廷しない欠席裁判で成立したため、賠償請求権の消滅時効が近づくたびに延長の訴訟を提起、請求認容をもらう状態が続いている。
いっぽう前述したとおり、2010年（平成22年）の改正では、改正法附則3条2項により「人を死亡させた罪で禁固以上の刑に当たるもの」については、平成22年4月27日までに時効が成立していなかった場合は公訴時効延長の対象となる。一方で、平成22年改正法附則3条2項の反対解釈として、2010年4月27日まで公訴時効が成立していなくても、2004年12月31日以前に発生した「人を死亡させた罪で禁固以上の刑に当たるもの」以外の犯罪（強盗致傷罪・強姦致傷罪・現住建造物放火罪など）については、なお平成16年改正法附則3条2項の適用を受け平成16年改正法施行以前の時効期間が適用されることになり、一連の公訴時効延長改正の適用対象外とされているので注意を要する。
| 条項  | 罪の種類                                        | 時効期間              | 時効期間   | 具体的な罪の例           |
| 条項  | 罪の種類                                        | 2005年～2010年4月27日 | 2004年以前 | 具体的な罪の例           |
| ----- | ----------------------------------------------- | --------------------- | ---------- | ------------------------ |
| 250条 | 死刑に当たる罪                                  | 25年                  | 15年       | 殺人罪、強盗殺人罪など。 |
| 250条 | 無期の懲役又は禁錮に当たる罪                    | 15年                  | 10年       | （旧）強盗強姦罪など。   |
| 250条 | 長期15年以上の懲役又は禁錮に当たる罪            | 10年                  | 7年        | 強盗罪など。             |
| 250条 | 長期15年未満の懲役又は禁錮に当たる罪            | 7年                   | 7年        | 窃盗罪など。             |
| 250条 | 長期10年未満の懲役又は禁錮に当たる罪            | 5年                   | 5年        | 逮捕監禁罪など。         |
| 250条 | 長期5年未満の懲役若しくは禁錮又は罰金に当たる罪 | 3年                   | 3年        | 暴行罪など。             |
| 250条 | 拘留又は科料に当たる罪                          | 1年                   | 1年        | 侮辱罪など。             |

（注意）「具体的な罪の例」については2004年から2010年頃の各罪の法定刑に基づく分類である。また罰則の重さは、各々の犯罪時点で有効であった刑法等に基づく。

#### 公訴時効の期間の算定基準に関する問題
法律の改正があった場合について
- 時効期間の変更があった場合

犯罪行為が終わった後、起訴前に時効期間を変更する立法があった場合
#改正前の規定に服するのか（行為時説）
#改正後の規定に服するのか（裁判時説）という問題がある。
前述の平成16年法律第156号による改正では経過規定が設けられ、改正前の期間によることとしている（刑法等の一部を改正する法律（平成16年法律第156号）附則第3条第2項）。
経過規定がない場合、時効制度を純然な訴訟上の制度と解して、裁判時説に立つ説（旧法以来の判例の立場）と、時効によって刑罰権が消滅するため、刑法6条を準用して、もっとも短い公訴時効期間に従うとの説がある（鈴木茂嗣、参考文献『注解 刑事訴訟法 中巻 全訂新版』265頁）。
- 法定刑の変更があった場合

当該犯罪についての法定刑が変更された場合、改正された後の法定刑に定められた罰条によって公訴時効が定まる（適用時法定刑説）。つまり、犯罪後の改正により法定刑が重くなった場合は、改正前の刑に基づくことになる（刑事罰不遡及の原則）。逆に軽くなった場合は、経過規定がある場合を除けば、刑法第6条により改正後の軽い刑に基づく。判例 は、この立場に立つ。
期間計算の標準となる刑について
- 科刑上一罪の場合、時効期間の算定基準に関しては以下の二つの説がある：

1. 本来は数罪なので、各犯罪ごとに時効を決定するという、個別説（大部分の学説）。
2. 一罪として処理されるので、一体としてとらえるべきで、その中の重い罪を基準とする、統一説（判例1 判例2 の立場）。

ただ、判例は、牽連犯について、時効期間を一体として考えると、手段行為の公訴時効は、目的行為が実行されない限り完成しない不都合が生じるので、各訴因について、時効期間を決すべきとする（判例1 判例2）。
- 両罰規定の場合、業務主又は法人について罰金が課されるがこの場合の時効は、行為者に懲役が規定されていても、業務主又は法人について課される罰金の時効（3年）になる（昭和35年12月21日 最高裁判所大法廷 判決）。ただし個別立法の多くは、両罰規定の適用において、行為者の時効の例によるという規定をおいて時効期間を行為者と同じにしている（例 法人税法第164条第2項）。
- 訴因変更と公訴時効

### 公訴時効の起算点
刑事訴訟法第253条は、公訴時効の起算点を規定しており、公訴時効は犯罪行為が終わった時から進行する。
- 公訴時効の起算点は、基本的に犯罪行為が終わった時である（刑訴253第1項）
  - 共犯の場合は最終行為が終った時が、全ての共犯に対する公訴時効の起算点となる（刑訴253第2項）
- 結果犯の場合には、結果が発生して初めて処罰可能となるため、結果時を起算点とするのが判例の立場である[24]。
- 結果的加重犯の場合、起算点を基本犯の結果発生時とするか、加重結果の発生時に置くかが問題となる。
- 科刑上一罪の場合、起算点を個々の犯罪行為ごとに考えるか、犯罪行為全体について考えるかが問題となる。

### 公訴時効の停止
公訴時効の停止制度とは、一定の事由により、公訴時効の進行が停止し、停止事由が消滅した後に残存期間が進行する制度である。

#### 刑事訴訟法第254条1項
刑事訴訟法第254条1項は、公訴の提起によって時効が停止し、管轄違又は公訴棄却の裁判が確定したときから、再び時効が進行する旨を定める。
- 公訴時効の停止は、公訴の提起があって、はじめて停止する（刑事訴訟法第254条1項）。つまり、単に被疑者の身柄を確保（逮捕）しただけでは、公訴時効は停止しない
  - 刑事ドラマなどで、公訴時効の完成する数日前のところで逮捕に漕ぎつける描写もあり、あたかも「逮捕＝時効の停止」であるように誤用されることもあるが、実際に公訴時効の完成する1～2週間前に逮捕できても、状況によって起訴前に公訴時効が完成する恐れが高くなる。身柄確保してから直ちに調べを行ない、検察庁送致しなければ検察は起訴出来ないので間に合わない。
  - 例えば、公訴時効の成立する21日前（3週間前）に逮捕された松山ホステス殺害事件の犯人、福田和子が起訴されたのは公訴時効完成の11時間前と、ぎりぎりの状態であった。
- 停止した時効は管轄違又は公訴棄却の裁判が確定した時から再び進行する（刑訴254条1項）
  - 被疑者が逃亡中など所在不明の場合でも、起訴を繰り返すことにより時効の進行を止め、又は遅らせることができる。この手法において後に身柄拘束して起訴しようとする際に起訴状の訴因事実が現実と異なっていることが判明した場合は公訴事実の同一性を害しない限度において裁判所の許可が必要となる。なお、被告人に対し2ヶ月以内に起訴状が送達できない場合は裁判所が公訴棄却することになるが、再び起訴することは可能である。

#### 刑事訴訟法第254条2項
刑事訴訟法第254条2項では共犯の一人に対してなされた公訴の提起による時効停止の効果は他の共犯にも及ぶ旨規定している。共犯間での不公平を避けるための規定である。
- 共犯者の一人が公訴提起されてからその裁判が確定するまでの間、他の共犯の時効の進行は停止する（刑事訴訟法第254条2項）。
  - 例としてオウム真理教関係特別手配被疑者（平田信・高橋克也・菊地直子）や、渋谷暴動事件の大坂正明、連続企業爆破事件の桐島聡等がいる。
  - これに対し、明石花火大会歩道橋事故では、明石署の元副署長が明石署地域官の公判中は時効が停止していたことを理由に時効が完成しないとして、事故発生から5年後の2009年に検察審査会によって業務上過失致死罪（当時の公訴時効が3年）で起訴されたが、裁判所は共犯とは認定せず、公訴時効が成立していたとして免訴判決を言い渡している。

#### 刑事訴訟法第255条
刑事訴訟法第255条は、犯人が国外にいる場合、または逃げ隠れしているために公訴を提起して起訴状の謄本を送達できなかった場合、この期間は時効が停止する旨を定めている。ちなみに、「国外にいる場合」とは、逃げ隠れしている場合と異なり、公訴提起があったかどうか、起訴状の謄本の送達ができなかったかどうかには関わりがない（白山丸事件）、また、一時的な海外渡航による場合であっても停止される（平成21年10月20日最高裁判所第一小法廷決定）。なお、起訴状の謄本の送達については第271条を参照のこと。
- 被疑者が国外にいる場合または犯人が逃げ隠れているため有効に起訴状の謄本の送達もしくは略式命令の告知ができなかった場合は、国外にいる期間又は逃げ隠れている期間について公訴時効を停止する（刑事訴訟法第255条）。
  - この条文の事実上の運用としては国外逃亡中の公訴時効停止が殆どである。例としてよど号グループ（小西隆裕・魚本公博・若林盛亮・赤木志郎）が挙げられる。高知市内の女性から計約3300万円をだまし取った不動産業者に関する詐欺罪の刑事裁判では海外渡航を56回繰り返して通算日数で324日にわたって海外にいたことについて2009年10月20日に最高裁は「犯人が国外にいる間は、それが一時的な海外渡航による場合であっても、公訴時効はその進行を停止する」との判決を下している。

#### 公訴時効停止効の存否に関する問題
- 起訴状不送達の場合

起訴状謄本が法定期間内に送達されなかった場合に、公訴時効停止効が生じるかという問題がある。この点につき、検察官が訴追意思を明示している以上、可罰性の減少や証拠の散逸は阻止されているとして公訴時効の停止を認めた判例がある。これに従い、1995年の日本ヘルシー産業脱税事件では、1999年3月から所在不明のまま法人税脱税の罪で起訴し、起訴状不到達を理由に裁判所が公訴棄却を決定すると検察が再び起訴することを繰り返し、2007年3月に元社長が身柄拘束されるまで計42回起訴を繰り返すことで公訴時効（5年）の進行を止めた事例がある。また、香川県高松市での特別老人ホームの建設を巡る汚職事件で逮捕状が出ていた元同市議・宮本和人について、2005年に香川県警が事情聴取を行った後逃亡を続けるようになったため、高松地検が、時効の完成を防ぐため、容疑がかかっている2件の贈賄罪で再起訴を繰り返した事例がある。なお、うち1件については、2010年2月27日に時効となった。
この判例の立場に対し、起訴状が不送達の場合に公訴時効は停止しないとする見解もある。逃亡しているわけではない被告人にとって、不知の間に停止することは不当であるという点、公訴時効の遡及的失効を特に規定する271条2項を重視することを理由とする。
- 訴因不特定の場合

訴因不特定を理由として公訴棄却された場合にも、公訴時効停止効が生じるかという問題がある。この点につき、検察官の訴追意思は訴因を基準に考えるべきであるとして、訴因不特定の場合は訴追意思が明示されていないため公訴時効は停止しないと考えられている。

#### 公訴時効が及ぶ範囲に関する問題
- 誤起訴により真犯人ではない者が起訴された場合

真犯人ではない者が起訴された場合、真犯人について公訴時効が停止するか否かという問題がある。真犯人について共犯者と扱い刑事訴訟法第254条2項を根拠に公訴時効は犯罪事実の範囲で及ぶとする肯定説がある。これに対して、公訴の効力は人的に可分であるのが原則として（刑事訴訟法第249条参照）、公訴時効の停止も起訴状記載の被告人にのみ及ぶため、真犯人については公訴時効が停止しないとする否定説が有力説として存在する。実際の議論としては受刑者への無罪判決が言い渡された足利事件でジャーナリストが追っている真犯人に関して議論がある。
- 訴因変更がなされた場合

適法に起訴された後、訴因変更により新訴因の罪名では公訴時効期間を経過している状態となった場合、裁判所は免訴判決をすべきか否かという問題がある。この点につき、公訴事実の同一性の範囲内で一事不再理効が認められるため、その範囲で時効を停止させ訴因変更の可能性を残すべきであるとして、当初の起訴により公訴事実の同一性の範囲内にある事実については時効が停止するという判例が存在する。

### 公訴時効について取り上げられた主な事件

#### 公訴時効完成直前に起訴された事件
「長期捜査#主な長期捜査事件」も参照
- 新居浜小6女児殺害事件[29] - 公訴時効完成3時間前の起訴（裁判では有罪確定）。
- 北方事件 - 公訴時効完成6時間前の起訴（裁判では無罪確定）。
- 松山ホステス殺害事件 - 公訴時効完成11時間前の起訴（裁判では無期懲役確定）。
- 米谷事件 - 公訴時効完成2日前の起訴（裁判では一審無罪、上訴中に被告人死亡で公訴棄却）。
- 城丸君事件 - 公訴時効完成の1ヶ月前に起訴。裁判で無罪確定。
- 平塚市女性強姦致傷事件[30] - 公訴時効完成の4ヶ月前に逮捕。

#### 検察審査会で不起訴不当とされながら公訴時効が完成した事件
- 岡山市短大生交通死亡事故 - 検察審査会で不起訴不当が出されるも、公訴時効完成の一日前に4回目の不起訴を検察が決定。

#### 公訴時効成立後に犯人が発覚・自首・別件身柄拘束された事件
- 弘前大学教授夫人殺人事件
- 警視庁機動隊庁舎ピース缶爆弾未遂事件
- 足立区女性教諭殺害事件
- 伊勢湾沿岸バラバラ殺人事件
- 富士川町養母殺害・死体遺棄事件
- 生坂ダム殺人事件
- 平塚5遺体事件
- 福徳銀行5億円強奪事件
- あいりん労働福祉センター前路上女性看護師殺人未遂等事件
- 西新井大師乳児遺棄致死事件
- 竹中組長殺害事件

#### 捜査機関の怠慢により公訴時効となった例
- 1997年に大阪府藤井寺市内で発生した傷害事件について、大阪府羽曳野警察署が被疑者を割り出していたにもかかわらず、署内に証拠品や逮捕状の請求書が放置されたままとなり、2004年に公訴時効が成立していたことが判明。請求書や証拠品は、2012年に同署の機械室内から発見されており、他署でも同様に不適切な証拠品や書類の保管が実施されている可能性が出ている[31]。

#### 公訴時効の撤廃・延長により立件に至った事件
ここでは、2010年に行われた殺人罪や傷害致死罪の公訴時効撤廃・延長が無ければ捜査が終結していたと思われる事件を列挙する。
| 事件                                      | 事件発生日             | 立件日         | 処分                         | 概要 |
| ----------------------------------------- | ---------------------- | -------------- | ---------------------------- | --- |
| 下関男性バラバラ殺人事件                  | 1995年10月             | 2021年10月19日 | 被疑者死亡で書類送検         | 息子を殺害したとして指名手配されていた被疑者の年齢が100歳に達したため容疑者死亡で書類送検した全国初の「100歳送致」事例。 |
| 川口・名古屋男女連続殺人事件              | 1996年2月4日           | 2016年10月21日 | 被疑者死亡で書類送検         | 2016年6月、名古屋市のアパートで男が自殺しているのが見つかり、男のDNAが1996年に川口市で女性が殺害された事件現場に残されていたDNAと一致したことから書類送検。名古屋市のアパートの2階では別の男性も死亡しており、男はこの男性に対する殺人容疑でも書類送検されている。                                                                                            |
| 伊勢原市不動産業者殺害・死体遺棄事件      | 1996年2月10日          | 2017年7月4日   | 無罪                         | 前橋スナック銃乱射事件などで2014年に死刑が確定した死刑囚が2014から2015年にかけて2件の殺人を告白する上申書を警視庁などに提出。実際に遺体が見つかったことから起訴されたが、告白は信用できず死刑執行の引き伸ばしが目的として、いずれも無罪判決（求刑無期懲役）。                                                                                                 |
| 豊川市夫殺害事件                          | 1996年3月20日          | 2018年1月31日  | 懲役5年                      | 2017年1月22日、自宅に夫の遺体があると自ら通報。長男の目撃証言などから殺人罪を認め懲役5年の判決（求刑懲役8年）。 |
| 北九州市工藤連合草野一家組長殺害事件      | 1996年11月23日         | 2023年12月     | 被疑者死亡で書類送検         | 同系列の別の組長だった男を書類送検。男は書類送検される10年以上前に死亡している。 |
| 上野市ビジネスホテル従業員強盗殺人事件    | 1997年4月13日          | 2013年2月1日   | 無期懲役                     | 裁判で弁護側は「事件当時は時効が15年だったのに、改正で遡って時効を廃止にしたのは遡及処罰を禁止した憲法第39条に違反する。」と主張したが、2015年12月3日に最高裁は「時効撤廃は憲法で禁止された違法性の評価や責任の重さを遡って変更するものではなく、被疑者や被告人になる可能性のある人物の既に生じていた法律上の地位を著しく不安定にする改正ではない」と退けた。 |
| 国分寺町工務店経営者殺害事件              | 1998年2月28日          | 2018年10月24日 | 被疑者死亡で書類送検         | 2001年に死亡した男を書類送検。 |
| 豊島区不動産ブローカー殺害・死体遺棄事件  | 1998年4月8日           | 2017年4月      | 無罪                         | |
| 結城市飲食業男性死体なき殺人事件          | 1998年5月頃            | 2015年8月20日  | 不起訴・被疑者死亡で書類送検 | 男性のキャッシュカードから年金を引き出した元交際女性が窃盗で逮捕されたことをきっかけに発覚。女性は別の男に依頼して男性を殺害させ、栃木県野木町の渡良瀬川河川敷に一緒に埋めた旨供述したが証拠の発見には至らなかった。共犯とされる男は2006年に自殺している。 |
| 田川市建設作業員暴行死事件                | 1999年2月~6月頃        | 2015年10月11日 | 免訴・不起訴                 | 川に入らせて溺死させたとして殺人罪で起訴されたが殺人罪の成立を認めるには合理的な疑いが残るとして免訴の判決（求刑は懲役13年）。傷害致死罪は成立するとしたが傷害致死の時効は当時7年であったため2006年に既に時効が成立している。 |
| 西新井大師乳児遺棄致死事件                | 1999年3月17日          | 2021年2月10日  | 不起訴（時効）               | 境内のごみ箱から死産ではない男性嬰児の遺体が見つかった。2020年になって最新技術で再鑑定したところ、過去に恐喝事件で立件した女から採取したDNAと一致した。殺意までは認定できず保護責任者遺棄致死で書類送検。保護責任者遺棄致死の当時の時効は7年のため2006年に既に時効が成立している。                                                                            |
| 福山市主婦殺害事件                        | 2001年2月6日           | 2021年10月26日 | 懲役15年                     | 2021年に起きた別の銃刀法違反事件の捜査で任意で採取したDNAが事件現場のDNAと一致したことから逮捕。裁判では現場のDNAを被告のものと認定した上で、足跡と被告の靴のサイズとに矛盾が無いこと、被告宅から凶器と同種の包丁数点が欠けた状態の調理器具セットが見つかっていることなどから被告による犯行と認定。求刑通り当時の有期懲役では最長の懲役15年を言い渡した。     |
| 旭川市暴力団員死体なき殺人事件            | 2001年12月頃           | 2022年3月19日  | 被疑者死亡で書類送検         | 2021年に覚醒剤取締法違反で逮捕・起訴された暴力団員の男が、2001年に暴力団員の男性を殺害し山に埋めたことを認めた。警察は山林を捜索したが遺体は発見されなかった。男は2022年に入り死亡したため被疑者死亡で書類送検。 |
| 宮崎市妻殺害事件                          | 2002年9月頃            | 2022年12月12日 | 被疑者死亡で書類送検         | 2022年11月に行われたDNA鑑定で2008年9月に東京都荒川区で見つかった身元不明遺体と指名手配されていた男のDNAが一致。 |
| 足立区島根2丁目アパート会社員強盗殺人事件 | 2002年12月21日         | 2019年1月21日  | 無期懲役                     | 2018年12月に自首してきた男の指紋と最新技術で鮮明化した不鮮明な遺留指紋が一致したことから逮捕に至った。 |
| 川崎市酒店店長殺害事件                    | 2003年10月頃           | 2025年3月6日   | 起訴                         | |
| 八尾市女児虐待死・コンクリ詰め事件        | 2006年12月~2007年1月頃 | 2025年3月21日  | 起訴                         | 2025年2月に遺体が発見され発覚。当時の傷害致死罪の時効は10年。2010年の法改正で時効が20年に延長。 |
| 新宿区乳児暴行死事件                      | 2006年12月30日         | 2018年11月28日 | 起訴                         | 事件当時傷害致死の時効は10年。2010年の法改正で時効が20年に延長。 |
| 豊田市路上男性暴行死事件                  | 2007年6月11日          | 2021年1月22日  | 不起訴                       | 事件当時傷害致死の時効は10年。2010年の法改正で時効が20年に延長。 |
| 下郷町連続殺人・死体遺棄事件              | 2007年8月頃            | 2018年1月17日  | 懲役30年                     | 2017年に発覚した殺人事件をきっかけに2007年の傷害致死事件も発覚。2007年の事件は当初殺人で逮捕されたが傷害致死に切り替えて起訴された。事件当時傷害致死の時効は10年だったが、2010年の法改正で時効が20年に延長されていたことにより、傷害致死罪での立件が可能となった。                                                                                            |

### 公訴時効停止・廃止議論

#### 改正刑事訴訟法施行までの経緯
2009年2月、世田谷一家殺害事件の遺族らが中心となり、時効の停止・廃止に向けて活動する「殺人事件被害者遺族の会」（通称：宙の会）が結成された。また、「全国犯罪被害者の会」（通称：あすの会）も殺人など重大事件における時効廃止を求める決議を行うなど、時効制度の見直しを求める遺族の声は高まってきていた。
遺族らは時効制度の存在理由とされている主に以下の点を問題にしている。
- 「時の経過とともに遺族の被害者感情が薄れる」とされるが、実際には悲しみや苦しみは一生残り続ける。
- 「時の経過とともに証拠物が散逸する（長期間の保存ができない）」とされるが、近年、DNA鑑定などの捜査技術が大幅に進歩し、犯人のDNAが特定されている事件では、時間の経過に関係なく犯人を特定する証拠物とでき、「冤罪の問題」についてもDNA鑑定により他人を犯人と誤る確率は極めて小さい。
- またこれらとは別に、未解決事件の被害者遺族らは犯罪被害者等基本法や刑事裁判の被害者参加制度、被告人への損害賠償命令制度などの恩恵を受けることができない（これらの法令は犯人が起訴された事件の被害者に対する支援を念頭に置いたものであるため）[52]。

これらの意識の高まりなどから、法務省は勉強会を開き、2009年3月31日に「凶悪・重大犯罪の公訴時効の在り方について～当面の検討結果の取りまとめ～」を作成、5月12日から6月11日までパブリックコメントを行い、7月17日にパブリックコメントの結果  と、最終報告書  を公表している。最終報告書では、「公訴時効の撤廃に賛成する意見」と「公訴時効の撤廃に反対する意見」の両論が記されており、時効見直しの根拠として「厳格な処罰を求める『国民の意識』」も随所で強調されている。DNA型鑑定については、慎重な意見が記載されている。
法務省は、2009年11月16日から法制審議会刑事法部会で公訴時効関係について審議している。部会でこれまでに議論された選択肢は以下の通りである。
- 廃止案：殺人や強盗殺人について時効は廃止。
- 延長案：殺人や強盗殺人について時効となる期間を現行の25年から50年などに延長。
- 廃止＋延長案
  1. 殺人や強盗殺人は廃止し、強姦致死は30年、傷害致死は20年などに延長。
  2. 殺人や強盗殺人は廃止し、強姦致死は25年、傷害致死は15年などに延長。
- 停止案
  1. 犯人の可能性がある人のDNA型などを特定できる場合は、「名前」ではなく「DNA型」を被告人とみなして起訴することにより時効を停止する。
  2. 「合理的な疑いを超えて」真犯人のものと認定できるDNA型などの証拠がある場合、検察官の請求を受けて裁判官が時効を停止するかどうか判断。

また12月22日、再び公訴時効の在り方等についての意見募集を開始した。内容は、同年5月12日の意見募集とほぼ同じである。意見募集は2010年1月17日に締め切られ、集まった意見  が2010年1月20日に法制審で公表された。そして同年1月28日の法制審で、人を死亡させた罪の公訴時効について見直すとした「要綱骨子案」が提示され、結果的には勉強会の報告と方向性が同じものとなった。以下骨子案の要旨である。
- 公訴時効の廃止延長案
  - 人を死亡させた罪のうち、
    - 最高刑が死刑のものの公訴時効は、廃止する。
    - 最高刑が無期懲役、無期禁錮のものの公訴時効は、30年に延長する。
    - 最高刑が20年の懲役、禁錮のものの公訴時効は、20年に延長する。
    - 最高刑が20年未満の懲役、禁錮のものの公訴時効は、10年に延長する。

  - 公訴時効の廃止延長の対象とする事件は、改正法の施行後に発生したものだけでなく、施行前に発生し、時効未完成の事件を含める。ただし施行前に時効が完成した事件は対象にならない。
- 刑の時効の廃止延長案
  - 有罪判決を受けた者について
    - 死刑については刑の時効を廃止する。
    - 無期懲役、無期禁錮については、刑の時効を30年にする。
    - 10年以上の懲役、禁錮については、刑の時効を20年にする。

  - 刑の時効の廃止延長は、法の施行以降に刑が確定したもののみを対象とする。

法務省は部会の議論を受け、法制審の答申を受けた上で第174通常国会に政府として刑事訴訟法改正案を提出。4月27日に改正法（刑法及び刑事訴訟法の一部を改正する法律（平成22年法律第26号））が可決成立し、即日施行された。

#### 時効見直しに対する懸念
時効の見直しには、日本弁護士連合会（日弁連）が「無実の被疑者や被告人の人権が守れなくなる」と強く反対している。事件発生から長期間経つと関係者の記憶が薄れ、無罪を裏付ける証拠も見つけにくくなり、冤罪が起きかねないからである。日弁連刑事法制委員会事務局長代行の山下幸夫は「容疑者や被告人の権利は不変のもので、国民の意識に影響されてはいけない」と発言している。また、時効がなくなると、重要参考人とされた人が無実である場合、一生、捜査の対象になることへの懸念が表明されている。さらに、警察庁は、時効が廃止された場合、証拠物などをどのように保管していくのか、限りある捜査力をどう振り分けるのかが課題となると法務省側に指摘している。
また、法務省が法制審に提示した上記骨子案に盛り込まれた「改正法が施行される前に犯した罪で、施行の際に時効が完成していないものについても、時効廃止などの見直しを適用する」とする考えが、「何人も、実行の時に適法であった行為又は既に無罪とされた行為については、刑事上の責任を問われない。」とする憲法39条の事後法・遡及処罰の禁止の原則に反するのではないかという議論が生じている。これまでの部会の議論では「39条の字義通りに解釈すれば違反とは言えない」という意見が出ているが、これに反対する意見も表明されている。
弘前事件においては時効を認識した犯人の自白により真相が語られ、殺人者として投獄された人物の名誉回復が図られた。もし時効がなければ事件の真相は語られなかった可能性もある一方、時効制度の廃止によりこのように制度を悪用する者が出なくなるといった側面もある。